# Les Respectables
Les Respectables est un groupe rock québécois, originaire de la ville de Québec.

## Biographie

### Années 1990
Le groupe s'est formé en 1991 dans la ville de Cap-Rouge, en banlieue de Québec, d'où sont originaires les membres du groupe. Le groupe est constitué de Stéphane Dussault, fils de François et Lucie Mercier, Sébastien Plante, fils de médecin de Cap-rouge, Stéphane Beaudin, de l'Ancienne-Lorrette, du guitariste Pascal Dufour, qui quittera le groupe en 2008 et qui sera remplacé par Jean-Sébastien Chouinard, lui-même remplacé par Richard Boisvert. Plusieurs des musiciens venaient du groupe Cherry Poppers. En 1992, Les Respectables remportent la première place du concours L'Esprit, organisé par la chaîne de radio montréalaise CHOM-FM. Ils atteignent également la finale du Sunfest de Yamaha Music, organisé à Gimli, au Manitoba, Canada. Les Respectables lancent leur premier album indépendant, intitulé No Dogs, No Band, en 1993.
En 1996, au Capitole de Québec, ils font le lancement de leur deuxième album : Full Regalia. Deux ans plus tard, ils sortent une compilation à tirage limité, intitulée The B-Sides : 7 Years of Sucking in the Nineties. En 1999, ils signent leur premier contrat avec le label Les Disques Passeport avec lequel ils publient leur premier album en français, intitulé : $ = bonheur. Certifié disque d’or et nommé « disque de la semaine » par Voir.ca, l’album comprend huit morceaux dont le notable L’argent fait le bonheur. Après la sortie de leur album, Les Respectables assistent à l'utilisation de leurs morceaux dans des publicités comme Pepsi, TELUS et Wendy's.

### Années 2000
Entre 2001 et 2002, ils remportent le prix Félix du « groupe de l'année » au gala de l’ADISQ, et plusieurs autres prix à la SOCA. À l’automne 2002, ils publient l'album QuadroSonic, qui comprend l'extrait On fait ce qu’on aime, classé premier des radios pendant 13 semaines. Avec ce succès, Les Respectables font la première partie des Rolling Stones, le 8 janvier 2003, au Centre Bell, lors de leur tournée Forty Licks.
En 2005, le groupe sort Le Monde à l’envers, un nouvel album qui inclut notamment le morceau Un p’tit geste pour changer l’monde, écrite spécialement pour l’événement En ville sans ma voiture dont ils sont les porte-paroles pendant cinq ans. En 2006, Les Respectables célèbrent leur 15e anniversaire  au Centre Bell aux côtés d'invités surprises. L’événement est enregistré et publié en un DVD intitulé Live au Centre Bell. Cette même année, ils jouent avec L’Orchestre Symphonique de Montréal. Après la sortie de leur best-of en 2008, le groupe publie Sweet Mama l'année suivante, qui est enregistré entre Montréal et le Texas au studio de Willie Nelson. Ils jouent ensuite à l'international aux États-Unis (le Whisky a Go Go), à Cuba, au Mexique, en Belgique, au Royaume-Uni, et en Australie.

### Depuis 2010
En 2010, Les Respectables sortent leur dixième album, Guacamole. Il comprend le morceau de reggae La Vie c't'une job. En 2013, le groupe se remet à l’écriture d'un nouvel album. À la fin 2014, ils signent avec le groupe Entourage, qui assure leur gérance et production. Ils préparent ensuite un nouvel album, réalisé par Gordie Johnson.
En juillet 2018, ils jouent aux Jeudis centre-ville.

## Membres

### Membres actuels
- Sébastien Plante - chant
- Richard Boisvert - guitare
- Stéphane Dussault - basse
- Stéphane Beaudin - batterie

## Ancien membre
- Pascal Dufour - guitare

## Discographie
- 1993 : No Dogs, No Bands
- 1996 : Full Regalia
- 1998 : The B-sides : 7 Years of Sucking in the Nineties
- 1999 : $ = bonheur (Disques Passeport)
- 2002 : QuadroSonic (Disques Passeport)
- 2005 : Le monde à l'envers (Sphère Musique)
- 2006 : Live au Centre Bell double CD (Sphère Musique)
- 2008 : Le Best Of Les Respectables Depuis 1991 (Sphère Musique)
- 2009 : Sweet Mama (Sphère Musique)
- 2010 : Guacamolé (Sphère Musique)
- 2014 : Les Respectables (Groupe Entourage)
- 2018 : The Power of Rock'N'Roll (Unidisc)